# 萨比哈·格克琴
萨比哈·格克琴（土耳其語：Sabiha Gökçen，1913年3月22日—2001年3月22日）是一名土耳其飞行员，在她超过8000小时的飞行生涯中，参加过32场军事行动。她是世界上首位女性战斗机飞行员，于23岁时开始驾驶战斗机。其他著名女飞行员，如玛丽·马文特和叶夫根尼娅·沙霍夫斯卡娅并非战斗机飞行员或没有军事行动记录。
她被吉尼斯世界纪录认证为世界上第一位女性战斗机飞行员，並入选1996年美国空军评选的“历史上最伟大的20名飞行员”，是其中唯一一位女性。土耳其伊斯坦布尔萨比哈·格克琴国际机场以她的名字命名。

## 早年

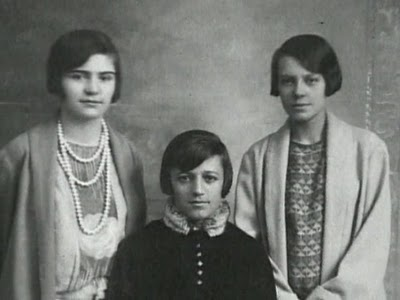
凯末尔的三个养女，左起：泽赫拉·艾琳，鲁基耶·埃尔金和萨比哈·格克琴。

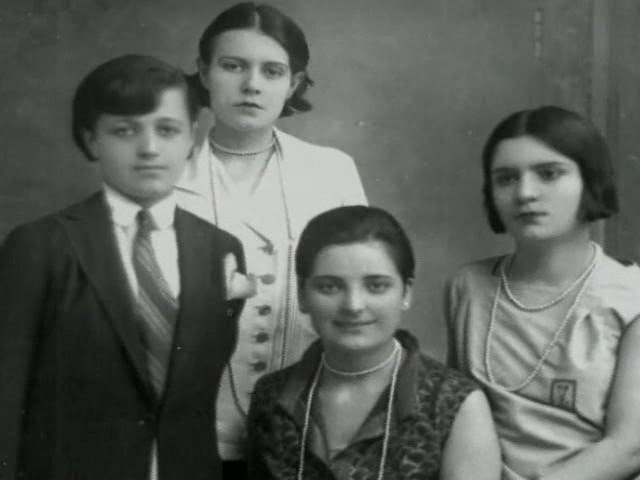
左起：鲁基耶·埃尔金，萨比哈·格克琴，阿费特·伊南, 和泽赫拉·艾琳

根据土耳其官方对格克琴的采访，她出生于1913年3月22日，生于奥斯曼帝国许达文迪加尔州的布尔萨，她的父母穆斯塔法·伊泽特·贝伊（Mustafa İzzet Bey）和哈伊丽耶·哈纳姆（Hayriye Hanım）都具有波什尼亚克人血统。1925年土耳其总统穆斯塔法·凯末尔·阿塔图克访问布尔萨期间，年仅十二岁的萨比哈请求允许与凯末尔交谈，并表示她希望在一所寄宿学校学习。在了解了她的故事和她悲惨的生活条件后，凯末尔决定收养她，并请求萨比哈的兄弟允许让她去安卡拉的总统官邸居住。被收养后，格克琴和凯末尔其他几个养女泽赫拉·艾琳，鲁基耶·埃尔金和阿费特·伊南等生活在一起。格克琴后来在于斯屈达尔美国学院读书。
1934年土耳其施行《姓氏法》后，凯末尔给她起姓“格克琴（Gökçen）”，意为“属于天空的”。尽管当时她还没有成为飞行员，但半年之后格克琴就对飞行产生了浓厚的兴趣。

## 飞行生涯

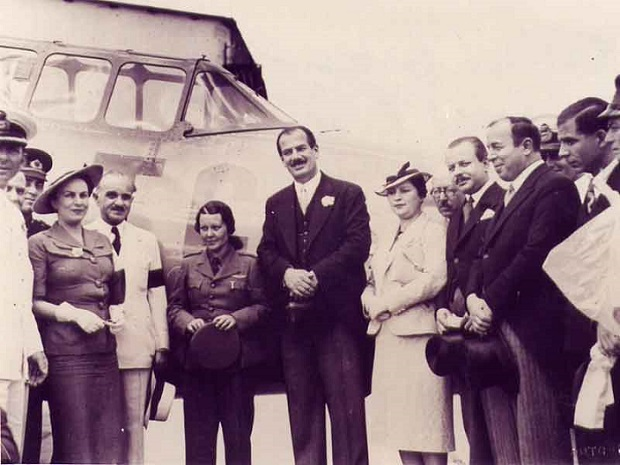
格克琴1938年的巴尔干之行，摄于雅典

凯末尔重视航空领域，于1925年成立了土耳其航空协会。他带着格克琴参加了1935年5月5日“土耳其之鸟（Türkkuşu）”飞行学校的开学典礼。格克琴看到滑翔机和跳伞表演后非常激动。当凯末尔问她想不想成为一名跳伞运动员时，她激动地说，“是的，我现在准备好了”。凯末尔遂推荐她成为该学校首位女性学员。后来她对飞行更感兴趣，获得了飞行员执照。她和7名男同学一起被派往苏联学习滑翔机和动力飞机驾驶的高级课程。但在莫斯科时，她收到姐姐泽赫拉意外去世的消息，非常沮丧的她返回了土耳其，一段时间没有参加社交活动。在凯末尔的鼓励下，格克琴重新开始飞行，在埃斯基谢希尔的航空学校接受为期六个月的培训，成为一名战争飞行员。1936年2月25日，她第一次开始驾驶机动飞机。
凯末尔本人曾评价她，“你让我很高兴，我现在可以解释我对你的规划……或许你将成为世界上首个女飞行员……这份荣耀属于土耳其，这是多么值得骄傲的事情。我现在立刻把你送到埃斯基谢希尔的航空学校去，你会在此接受特別的教育。”
她在第1航空团（驻埃斯基谢希尔省）驾驶轰炸机和战斗机，并通过参加1937年在爱琴海和色雷斯的演习提高了飞行技术，获得了飞行经验。同年她参加了镇压德尔西姆叛乱的军事行动，并成为土耳其空军第一名女飞行员。总参谋部的一份报告提到了她投下的50公斤炸弹“对50名逃离的库尔德人造成了毁灭性打击”。，土耳其航空协会因此授予她“宝石奖章”。
1938年，她在巴尔干国家进行了为期五天的飞行，旅程包括希腊、保加利亚、南斯拉夫王国和罗马尼亚，行程超过2000英里。同年，她被任命为土耳其之鸟飞行学校的“首席教练员” ，在那里她一直担任飞行教官直到1954年。至少培养了尼齐赫·维兰娅勒等4名女飞行员。1954年担任土耳其航空协会执行委员会的成员。她的飞行生涯长达28年，直到1964年，一生共驾驶22种不同的飞机。20世纪50年代他曾两次访问美国。

## 晚年
1981年，她的著作《凯末尔之路上的人生》由土耳其航空协会出版，以纪念凯末尔诞辰100周年。
1990年格克琴曾受邀访问印度。
1996年，83岁的格克琴还曾与法国飞行员丹尼尔·阿克顿（Daniel Acton）一同驾驶Falcon 2000飞机，进行飞行表演。
2001年3月22日，格克琴因心力衰竭在安卡拉的居尔哈内军事医学院去世，享年88岁。葬礼在23日由土耳其航空协会举办。

## 争议
格克琴的血统有一定争议。官方媒体称她有波什尼亚克人的血统。而2004年土耳其亚美尼亚裔作家赫兰特·丁克发表了对自称是格克琴侄女的采访，并称格克琴有亚美尼亚血统。随后格克琴的妹妹、凯末尔的养女于尔屈·阿达泰佩对丁克的观点予以反驳。
此次事件亦被认为与2007年赫兰特·丁克遇刺有关。

## 荣誉与纪念
- 宝石勋章，土耳其航空协会颁发
- 白鹰勋章，南斯拉夫颁发，1938年[5]
- 陆军航空勋章，罗马尼亚
- 塞尔丘克大学（英语：Selçuk University）名誉博士
- 金质勋章，土耳其航空协会1989年颁发
- FAI飞行金奖（英语：FAI Gold Air Medal），1991年国际航空联合会颁发
- 伊斯坦堡的第二座机场伊斯坦布尔萨比哈·格克琴国际机场以她的名字命名。

## 图集

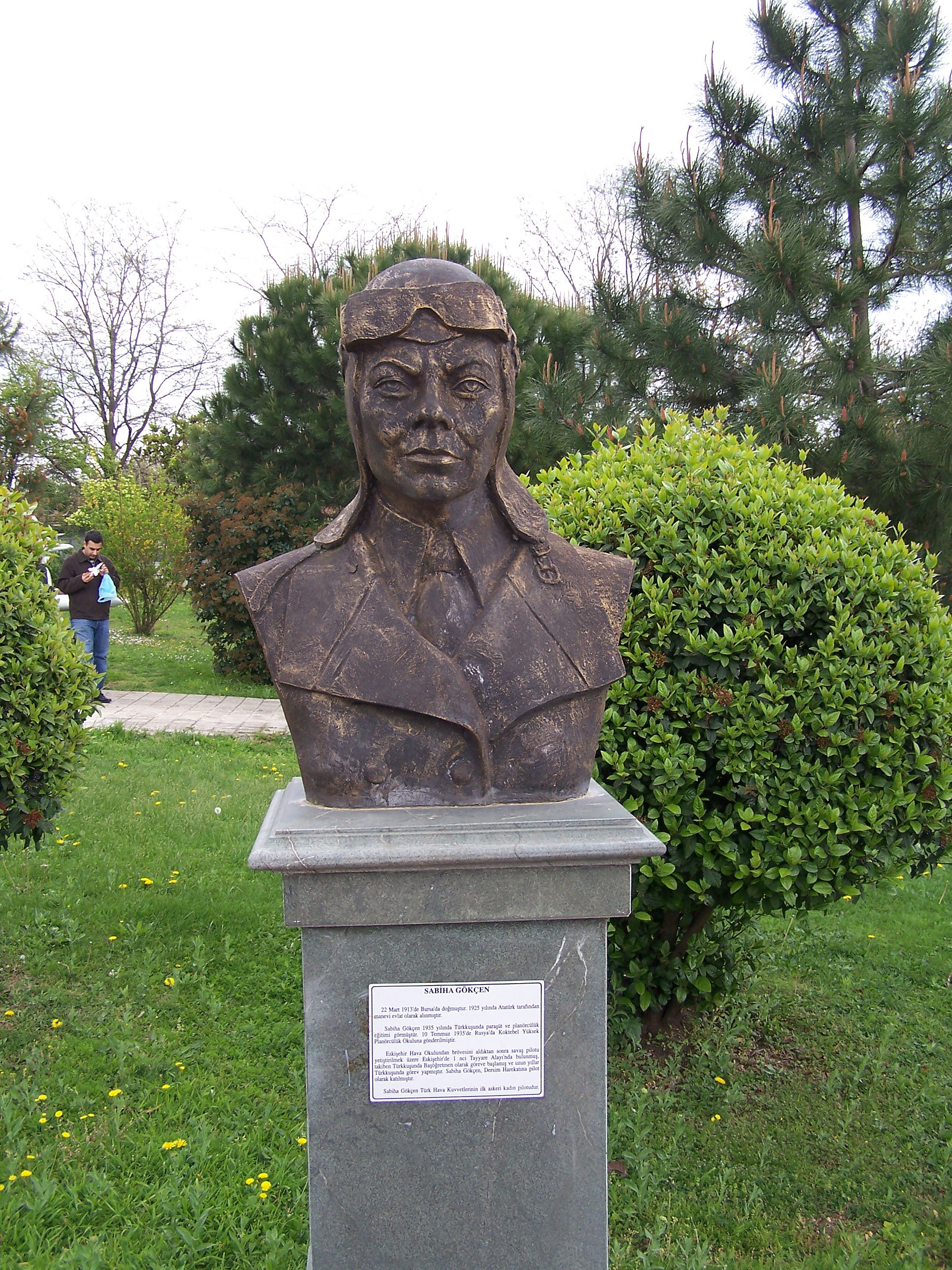
伊斯坦布尔航空博物馆中格克琴的雕像
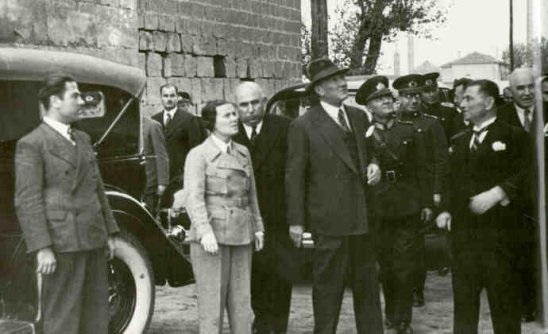
陪同凯末尔视察迪亚巴克尔
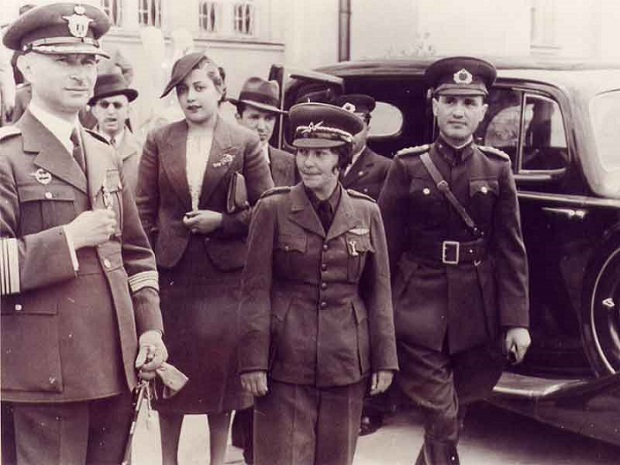
格克琴和其他军官
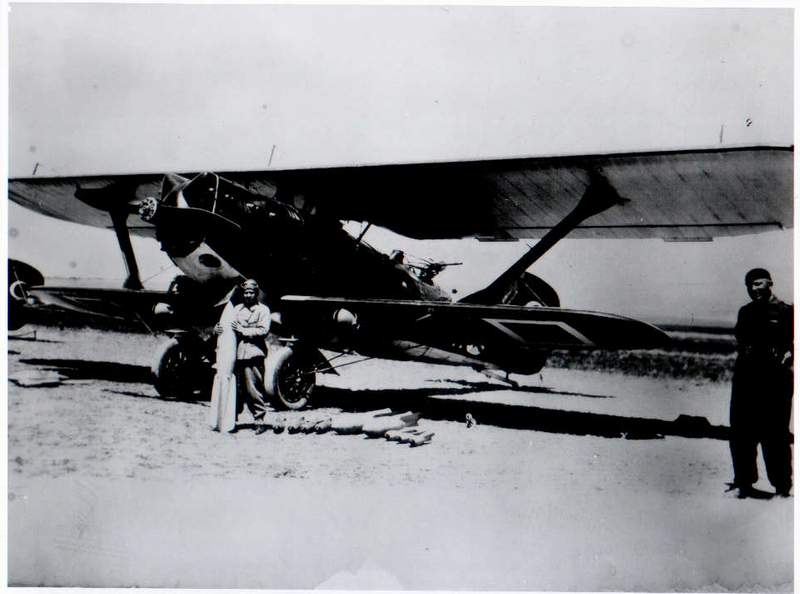
格克琴在她的Breguet 19战机前摆姿势
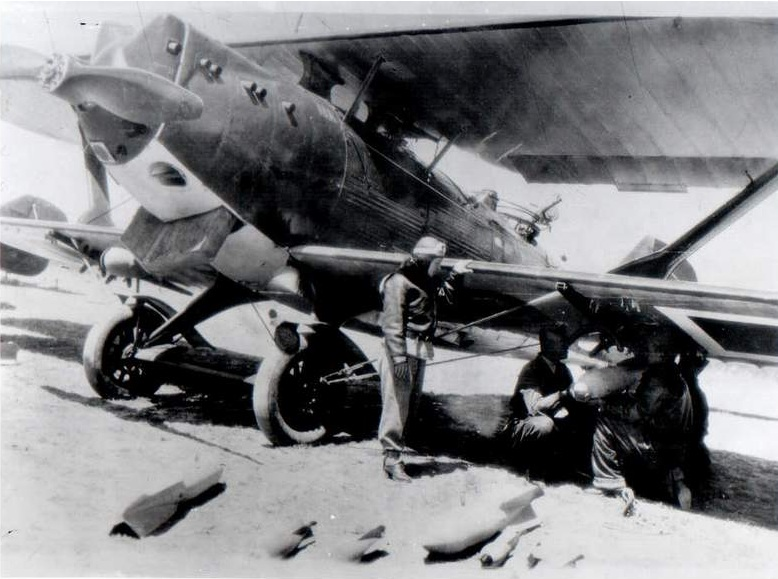
格克琴和她的Breguet 19战机